# Клавирска соната бр. 14 (Бетовен)
Клавирска соната бр. 14 оп. 27, бр 2 у цис-молу популарно позната као Месечева соната је соната за клавир Лудвига ван Бетовена. Завршена је 1801. и посвећена 1802. његовој ученици, грофици Ђулијета Ђукарди.
Бетовен сам дао свом раду надимак "Соната као фантазија" ("... gleichsam eine Fantasie"). Термин "Фантазија" се односи на необично кретање секвенци сонате. Тако је нетипична за конвенционалне формуларе соната са темпима односних сетова. Рад нема први (брзи) сет у облику сонате, какав су садржале сонате у то време. Уместо тога, почиње са Адађом (спор темпо), након чега је живљи Алегрето са триом, затим брзо, веома драматично финале, које има структуру сонате. Овде је упечатљиво да се темпо повећава на траци. Франц Лист је окарактерисао комад тако што је обележио другу секвенцу као "цвет између две провалије".
Овај комад је једна од Бетовенових најпопуларнијих композиција за клавир, а била популарна чак и у његово време. Бетовен је написао Месечеву сонату у својим раним тридесетим, и учинио након што је завршио са неким порученим радом; нема доказа да му је неко тражио да напише ову сонату.

## Футноте
1. ↑  Ова посвета није била Бетовенова првобитна намера, и није имао Ђукарди на уму приликом писања Месечеве соната. Тајер у својој књизи Житије Бетовена, наводи се да је Бетовен првобитно намеравао да посвети Ђукарди Рондо у Г, Оп. 51 бр 2, али околности су довеле до потребе да та буде посвећена грофици Лихновског. Дакле, он је у последњем тренутку комад посвето Ђулијети Ђукарди[1].